# フィオレンティーノ
フィオレンティーノ（イタリア語: Fiorentino）は、サンマリノのカステッロ（コムーネ）。面積6.57平方キロ、人口2245人（2006年）。

## 地理
サンマリノのキエザヌオーヴァ、サンマリノ市、ボルゴ・マッジョーレ、ファエターノ、モンテジャルディーノとイタリアのモンテ・グリマーノ・テルメおよびサッソフェルトリオに隣接する。

## 歴史
ローマ期以前に村落が存在したことを示す証拠がある。

## 教区
カパンネ (Capanne) 、クロチャレ (Crociale) 、ピアナッチ (Pianacci) の3教区が置かれている。
座標: 北緯43度54分38秒 東経12度27分20秒 / 北緯43.91056度 東経12.45556度